# Selección juvenil de rugby de Barbados
La selección juvenil de rugby de Barbados es el equipo nacional de rugby regulada por la Barbados Rugby Football Union.

## Reseña histórica
Desde el 2006, participa anualmente del torneo juvenil organizado por el ente regional de América del Norte y el Caribe, la categoría del certamen es M19.

## Participación en copas

### Campeonato MundialM20
- No ha clasificado.

### Trofeo MundialM20
- No ha clasificado.

#### RAN M19
- Nawira M19 2006: 6° puesto.
- Nawira M19 2007: 4° puesto.
- Nawira M19 2008: 6° puesto.[2]
- Nawira M19 2009: No participó.
- NACRA M19 2010: 6° puesto.
- NACRA M19 2011: 5° puesto.
- NACRA M19 2012: 5° puesto.
- NACRA M19 2013: 5° puesto.
- NACRA M19 2014: 2° puesto.
- NACRA M19 2015: 4° puesto.
- RAN M19 2016: No participó.
- RAN M19 2017: No participó.
- RAN M19 2018: No participó.
- RAN M19 2019: 7° puesto.